# Euphyia immediata
Euphyia immediata là một loài bướm đêm trong họ Geometridae.